# Limnonectes kadarsani
Limnonectes kadarsani é uma espécie de anfíbio da família Ranidae.
É endémica da Indonésia.
Os seus habitats naturais são: florestas secas tropicais ou subtropicais , florestas subtropicais ou tropicais húmidas de baixa altitude, regiões subtropicais ou tropicais húmidas de alta altitude e rios.
Está ameaçada por perda de habitat.